# Mauro Mota
Mauro Ramos da Mota e Albuquerque (Nazaré da Mata, 16 de agosto de 1911 — Recife, 22 de novembro de 1984) foi um jornalista, professor, poeta, cronista, ensaísta e memorialista brasileiro.
Filho de José Feliciano da Mota de Albuquerque e de Aline Ramos da Mota e Albuquerque, estudou na Escola Dom Vieira, em Nazaré da Mata, no Colégio Salesiano e no Ginásio do Recife. Diplomou-se na Faculdade de Direito do Recife, em 1937.
Tornou-se professor de História e Geografia do Ginásio do Recife e em várias escolas particulares; catedrático de Geografia do Brasil, por concurso público, do Instituto de Educação de Pernambuco. Desde os anos universitários colaborava na imprensa. Foi secretário, redator-chefe e diretor do Diario de Pernambuco; colaborador literário do Correio da Manhã, do Diário de Notícias e do Jornal de Letras do Rio de Janeiro. De 1956 a 1971, foi diretor executivo do Instituto Joaquim Nabuco de Pesquisas Sociais; diretor do Arquivo Público de Pernambuco, de 1973 até 1983; membro do Seminário de Tropicologia da Universidade Federal de Pernambuco e da Fundação Joaquim Nabuco. Foi membro do Conselho Estadual de Cultura de Pernambuco e do Conselho Federal de Cultura.
Como poeta, destaca-se por suas Elegias, publicadas em 1952. Nessa obra figura também o "Boletim sentimental da guerra do Recife", um dos seus poemas mais conhecidos. Sua poesia é de fundo simbólico, sobre temas nordestinos, retratando dramas do cotidiano em linguagem natural e espontânea.
Estudou no Grupo Escolar João Barbalho - RECIFE

## Academia Brasileira de Letras
Eleito para a cadeira 26 da Academia Brasileira de Letras em 8 de janeiro de 1970, tomou posse em 27 de agosto do mesmo ano.

## Academia Pernambucana de Letras
Eleito para a Academia Pernambucana de Letras em 21 de junho de 1955, tomou posse em 13 de março de 1957, sendo seu presidente por pouco mais de dez anos.

## Livros publicados
- Elegias (1952)
- Os epitáfios (1959)
- Capitão de fandango (1960)
- Imagens do Nordeste (1961)
- Geografia literária (1961)
- O galo e o cata-vento (1962)
- Terra e gente (1963)
- Canto ao meio (1964)
- O navegante Gilberto Amado (1970)
- Itinerário - Poesia (1975)
- Modas e modos (1977)
- Os bichos na fala da gente (1978)
- Pernambucânia (ou cantos da comarca e da memória) (1979)
- Pernambucânia dois (1980)
- A estrela de pedra e outros ensaios nordestinos (1981)
- O cajueiro nordestino (1982)[2]
- Antologia em verso e prosa (1982)
- Barão de Chocolate e companhia (1983)
- O pátio vermelho - Crônica de uma pensão de estudantes (1984)
- Alfinetes e bombons - Aforismos (1984)

## Prefácios
- Caminhos do Sertão, Luís Cristóvão dos Santos, 1970

## Prêmios
- Prêmio Olavo Bilac da Academia Brasileira de Letras[6]
- Prêmio da Academia Pernambucana de Letras por suas Elegias (1952)
- Catedrático da Geografia
- Prêmio Jabuti (Poesia), da Câmara Brasileira do Livro[6]
- Prêmio Pen Clube do Brasil, pelo livro de poesias Itinerário (1975).[6]